# Ada cendré
Knipolegus striaticeps
Espèce
Statut de conservation UICN

 LC  : Préoccupation mineure
L'Ada cendré (Knipolegus striaticeps) est une espèce de passereaux de la famille des Tyrannidae. 

## Répartition et habitat
Cet oiseau se rencontre en Argentine, en Bolivie, au Brésil et au Paraguay. Son habitat naturel est les zones de broussailles des montagnes sèches tropicales ou subtropicales.

## Description
Dans leur description de 1837, d'Orbigny et Lafresnaye indiquent que cette espèce mesure 140 mm.

## Classification
Le nom valide complet (avec auteur) de ce taxon est Knipolegus striaticeps (Orbigny & Lafresnaye, 1837).
L'espèce a été initialement classée dans le genre Muscisaxicola sous le protonyme Muscisaxicola striaticeps Orbigny & Lafresnaye, 1837,.
Ce taxon porte en français le nom vernaculaire ou normalisé suivant : Ada cendré.
Knipolegus striaticeps a pour synonymes :
- Muscisaxicola striaticeps Orbigny & Lafresnaye, 1837[4]
- Cnipolegus cinereus P.L. Sclater, 1870[5]

## Publication originale
- (la) Alcide d'Orbigny et A. de Lafresnaye, « Synopsis Avium, in ejus per Americam meridionalem itinere, collectarum et ab ipso viatore necnon », Magasin de zoologie, d'anatomie comparée et de palaeontologie, Paris, Guérin-Méneville, vol. 7, no 2,‎ 1837, p. 1-88 (ISSN 1259-6515 et 2540-4989, OCLC 19951925, lire en ligne).